# Mastersia bakeri
Mastersia bakeri är en ärtväxtart som först beskrevs av Sijfert Hendrik Koorders, och fick sitt nu gällande namn av Cornelis Andries Backer. Mastersia bakeri ingår i släktet Mastersia och familjen ärtväxter. Inga underarter finns listade i Catalogue of Life.